# What the World Needs Now Is Love
What the World Needs Now Is Love è un brano musicale del 1965 scritto da Hal David e Burt Bacharach. Il brano è stato pubblicato come singolo dalla cantante statunitense Jackie DeShannon nell'aprile 1965.

## Tracce
- 7"

1. What the World Needs Now Is Love
2. I Remember the Boy

In Italia il brano inciso sulla facciata B del 45 giri era When You Walk in the Room.

## Storia
Il testo di Hal David ha avuto una lunga gestazione: il paroliere racconta di aver impiegato circa due anni prima di trovare l'idea giusta per una canzone-messaggio. "L'unica cosa di cui il mondo ha bisogno è l'amore", questo il tema della composizione che non riusciva a terminare, fino a quando non gli venne in mente la frase: «Lord, we don't need another mountain» che gli permise di proseguire di getto i versi delle strofe: "Signore, non abbiamo bisogno di un'altra montagna, ci sono tante montagne da scalare, tanti fiumi da attraversare fino alla fine del tempo". Burt Bacharach rivestì il testo con una melodia insolitamente cadenzata a tempo di valzer, tanto che fu l'unica volta che Dionne Warwick rifiutò il brano, ritenendolo inadatto alla sua voce perché "troppo country". Successivamente fu proposta a Timi Yuro che non si trovò d'accordo sul tipo di interpretazione che il musicista-arrangiatore avrebbe voluto.
Jackie DeShannon invece, con la sua esperienza di cantautrice oltre che di cantante, riuscì invece a trovare la chiave giusta per lanciare il messaggio di amore universale che il brano conteneva e a fargli raggiungere il settimo posto nelle classifiche statunitensi e il primo posto in quelle canadesi.

## Cover
Tra i numerosi artisti che hanno voluto reinterpretare il brano, bisogna citare lo stesso Burt Bacharach, che lo elevò poi al rango di signature song con cui apriva ogni suo concerto, Tom Jones, Cilla Black, i New Christy Minstrels, Sarah Vaughan e la stessa Dionne Warwick. 
In Italia, What the World Needs Now Is Love fu tradotta da Giuseppe Cassia che, modificando radicalmente il testo originale, la intitolò Quando tu vorrai. A interpretarla, con minore successo commerciale, furono Les Surfs e Rita Monico con i Cantori Moderni di Alessandroni.

## In altri media
La canzone fu inserita nel film Bob & Carol & Ted & Alice (1969) e, più recentemente, in Hot Shots! (1991), Forrest Gump (1994), Un tipo imprevedibile (1996), Austin Powers - Il controspione (1997), Il matrimonio del mio migliore amico (1997), Baby Boss (2017), Joker: Folie à Deux (2024).